# Hyperolius bolifambae
Hyperolius bolifambae là một loài ếch thuộc họ Hyperoliidae.
Loài này có ở Cameroon, Cộng hòa Trung Phi và Nigeria, có thể có ở Cộng hòa Congo, Cộng hòa Dân chủ Congo, Guinea Xích Đạo và Gabon.
Môi trường sống tự nhiên của chúng là đầm nước ngọt, đầm nước ngọt có nước theo mùa, vườn nông thôn, rừng trước đây suy thoái nghiêm trọng, và ao.